# Mécanisme de résolution unique
 (février 2020).
Lire en ligne

Lire sur eur-lex.europa.eu

Le mécanisme de résolution unique (MRU), en anglais Single Resolution Mechanism (SRM), est un système de surveillance bancaire mis en place en 2014 par l'Union européenne dans le cadre de l'Union bancaire, et opérationnel depuis le 31 décembre 2015. Le mécanisme de résolution unique (MRU) a pour objectif de permettre une résolution ordonnée des défaillances des banques en affectant le moins possible le contribuable et l'économie réelle.
Il vise à éviter une crise bancaire systémique telle que la crise des subprimes.